# ريا الحسن
ريا حفار الحسن (يناير 1967 -)، أول امرأة تقود وزارة الداخلية في تاريخ الجمهورية اللبنانية، حيث عُيّنت في 31 يناير 2019 في حكومة سعد الحريري. وكانت سابقًا وزيرة المال في لبنان.

## حياتها العلمية والعملية
- بعام 1987 حصلت على الشهادة الجامعية في إدارة الأعمل من الجامعة الأمريكية في بيروت، وفي عام 1990 حصلت على شهادة الماجستير في إدارة الأعمال من جامعة جورج واشنطن الأمريكية.
- بالفترة من 1995 إلى 1999 عملت كمساعدة لوزير المال ومنسقة تنفيذ الشؤون المالية في وزارة المال اللبنانية.[1]
- بين عامي 1999 و2000 عملت مساعدة مدير العلاقات العامة بقسم الخدمات المصرفية للشركات في بنك بيبلوس.[1]
- عملت في الفترة من عام 2000 إلى عام 2003 كمستشار لوزير الاقتصاد والتجارة[1] باسل فليحان.[2]
- بالفترة من عام 2005 إلى عام 2009 عملت في مكتب رئيس الوزراء فؤاد السنيورة[1]، وكانت مسؤولة عن مجموعة من المشاريع المطروحة في رئاسة مجلس الوزراء.[3] وقد عملت على تطوير برنامج الحكومة الاقتصادي والاجتماعي في مؤتمري باريس 2 و3 والمخصص للمساعدات الدولية للبنان.[4]
- بالفترة من 9 نوفمبر 2009 حتى 13 يونيو 2011 عينت وزيرةً للمال في حكومة سعد الدين الحريري بعهد الرئيس ميشال سليمان. كانت أول امرأة تتربع على عرش مالية الدولة في العالم العربي.

- سنة 2019 عينت وزيرة للداخلية والبلديات في حكومة سعد الدين الحريري. انهت خدمتها في الوزارة مع استقالة رئيس الحكومة بعد احتجاجات شعبية واسعة مناهضة للفساد وسوء الإدارة. كانت أول امرأة عربية تتبوأ هذا المنصب الحساس.
- عُيِّنت في العام 2020 رئيسةً لمجلس إدارة بنك البحر المتوسط في لبنان.[5]

## حياتها الأسرية
متزوجة من الدكتور جناح الحسن، ولديهما ثلاث بنات:
- دانا (مواليد 1993).
- راما (مواليد 1995).
- زين (مواليد 2004).